# Vincenzo Maria Morici
Vincenzo Maria Morici (Castelbuono, 2 aprile 1917 – Palermo, 20 marzo 2004) è stato un ingegnere italiano, a lungo vicepresidente del Club Alpino Siciliano.
La figura dell'Ing. Morici è legata a Castelbuono principalmente per gli interventi di ripianamento tecnico effettuati nell'ambito della cittadina madonita.
Amante della natura, seppe orientare la propria attività verso la valorizzazione del prezioso ambiente boschivo delle Madonie.
Con tali intendimenti, trovò spazio, in seno al Club Alpino Siciliano, come consigliere e vicepresidente per quasi quarant'anni (dal 1965 al 2004, anno della morte).
In quest'arco di tempo egli ebbe modo di lasciare sulle Madonie i segni visibili degli studi tecnici effettuati ad Amburgo, in perfetto stile alpino .
In particolare, si ricordano: 
- 1965: ristrutturazione ed ammodernamento del rifugio Alpino "Luigi Orestano" del C.A.S., in contrada Piano Zucchi (m. 110 Isnello);
- 1970: Rifugio Alpino "F. Crispi" del C.A.S., in contrada Piano Sempria (m. 1300 Castelbuono);
- 1970: rifugio "Monte Cervi" del C.A.S., (m.1600 Isnello);
- 1970: rifugio "Melchiorre Morici" (dedicato al padre), del C.A.S., Pizzo Luminario (terrazza Giovanni Lupo) (m. 1450 Castelbuono);
- 1970: rifugio-bivacco del "Carbonara", del C.A.S. (m. 1903 Isnello);
- 1970: rifugio Alpino "Bosco del Vicaretto", del C.A.S. (m. 1100 Geraci Siculo);
- 1973: "Ostello della gioventù", del C.A.S., (m. 1648 Isnello);
- 1986: rifugio "Torre del Bosco", del C.A.S., (m. 976 Ficuzza, bosco del Cappelliere.[4].

A tale periodo, risale anche la costruzione del "Villaggio dei Fauni" in contrada San Guglielmo - Castelbuono, oggi moderno centro di riabilitazione psichica; la "Baita del Faggio", Isnello; la Chiesetta di Piano Zucchi dedicata a San Paolo Apostolo.
Durante la sua presidenza nello sci - Cas - Madonie (Castelbuono), i giovani atleti castelbuonesi, conseguirono diversi titoli regionali sui campi di neve di Linguaglossa e di Piano Battaglia.
Nel settore dell'equitazione (nella sua qualità di Vicepresidente dell'A.N.T.E) realizzò in Castelbuono, il primo campo attrezzato per i concorsi ippici e salti, a livello interregionale (trofeo Giacche Rosse), attività che per la prima volta si svolsero a Castelbuono.
La sua attività professionale ebbe modo di esprimersi anche in numerose opere realizzate in paese ed all'estero. Tra queste ultime, si annovera la costruzione della sede del Banco di Sicilia a Tripoli, in Libia cd. Sahara Bank .
Per oltre vent'anni è stato componente della Commissione edilizia Comunale, tra le opere visibili si ricordano: il restauro dell'ex carcere, sito in Piazza Margherita, la pavimentazione dell'antico corso "via Sant'Anna", e la costruzione dei moderni edifici scolastici.
Si riporta, un passo, tratto dalla lettera a lui dedicata, dal Presidente del Club Alpino Siciliano, Avv. Francesco Crispi, in seguito alla scomparsa: Come avviene per i grandi personaggi è passata quasi sotto silenzio la recente scomparsa dell'Ing. Vincenzo Morici, Castelbuonese verace, generoso, indimenticabile pioniere ed artefice dello sviluppo turistico di Castelbuono e delle Madonie...
Fu anche pittore. Celebre era la sua amicizia con Guttuso. Presso la sua abitazione privata è presente una mattonella di cotto dipinta insieme al maestro.
La sua vita è stata accompagnata dalla presenza della nobildonna Giuseppina Buscemi Collotti, nipote del Barone Francesco Maria Guerrieri, sposata a Palermo nel 1947.